# Teoria da expansão da Terra
A Teoria da expansão da Terra (em inglês: Expanding Earth theory) é uma tentativa de se explicar a posição e movimento dos continentes sobre a superfície da terra. A teoria da terra em expansão (e a Tectônica de Placas) incorpora o aparecimento de novo material crustal (cadeias meso-oceânicas), mas o processo de subducção é totalmente ausente nesse modelo, assim como as Colisões de Placas. A deriva continental é resultado da expansão da superfície da terra com o incremento de seu raio.

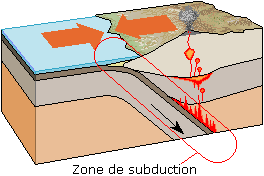
Fenômeno hipotético da subducção, segundo o qual uma placa é empurrada para baixo de outra placa.

## A subducção
A subducção é algo ainda existente apenas no campo especulativo, fato este que ainda abre margem para a hipótese da terra em expansão, embora a Teoria da Terra em expansão também se posiciona no campo especulativo no que tange à explicação das causas do incremento do tamanho do globo ao longo das eras.

## Os dados obtidos sobre a idade do fundo oceânico do globo
Segundo a Teoria da Terra em Expansão e a premissa de que a subducção é algo inexistente, a área correspondente aos oceanos atuais começou a surgir a aproximadamente 280 milhões de anos, como simulado nos dados de NOAA acima.

## Terra em expansão + Subdução de placas
Há ainda a possibilidade de que parte das atuais teorias tectônica das placas e da expansão da terra estejam ambas parcialmente corretas, sendo complementares.